# Retgersite
La retgersite è un minerale.